# TOGAF
Das The Open Group Architecture Framework (TOGAF) bietet einen Ansatz für Entwurf, Planung, Implementierung und Wartung von Unternehmensarchitekturen. Als operationelles Framework der Gruppe Government and Agency Frameworks bietet das TOGAF mit der Architecture Development Method (ADM) ein Vorgehensmodell zur Entwicklung von technischen Architekturen.
TOGAF wird durch die Open Group weiterentwickelt. Die im Dezember 1995 veröffentlichte erste Version von TOGAF basierte auf dem durch das Verteidigungsministerium der Vereinigten Staaten entwickelten TAFIM (Technical Architecture Framework for Information Management). Auf dieser Grundlage entwickelte die Open Group TOGAF weiter: TOGAF 7 (2001), TOGAF 8 (2002), TOGAF 8.1 (2003), TOGAF 9 (2009), TOGAF 9.1 (2011), TOGAF 9.2 (2018), TOGAF 10 (2022).
Die Open Group bietet TOGAF für interne Nutzung zur Entwicklung einer Unternehmensarchitektur kostenfrei an.

## Struktur zur Beschreibung der Unternehmensarchitektur
Bei der Nutzung von TOGAF wird die Unternehmensarchitektur üblicherweise in den drei Domänen Geschäftsarchitektur, Informationssystemarchitektur (bestehend aus Anwendungsarchitektur und Datenarchitektur) und Technologiearchitektur modelliert.
- Geschäftsarchitektur: Die Geschäftsarchitektur betrachtet die Strategie, die Aufbauorganisation, die Geschäftsprozesse und die Geschäftsfähigkeiten (Business Capabilities) des Unternehmens. Die Geschäftsprozessarchitektur ist das Ergebnis der Geschäftsprozessmodellierung.
- Informationssystemarchitektur:

- Datenarchitektur: In der Datenarchitektur werden die Daten mit ihren Beziehungen, die für die Durchführung der Geschäftsprozesse benötigt werden, identifiziert und beschrieben. Dies erfolgt in einem Modell und einer Darstellungsform, die stabil, vollständig, konsistent und für alle Beteiligten verständlich ist (vgl. Datenmodell). Die Informationsarchitektur repräsentiert Informationen, Informationsgruppen und deren Informationsbedürfnisse. Unter Informationsgruppen sind verschiedene Rollen zusammengefasst, die den gleichen Informationsbedarf haben (z. B. Controller).
- Anwendungsarchitektur: Innerhalb der Anwendungsarchitektur werden die Anwendungen verwaltet, die für die Ausführung der Geschäftsprozesse erforderlich sind. Neben der Bestandsführung aller Anwendungen werden auch die Beziehungen und Schnittstellen zwischen den Anwendungen im Rahmen der Anwendungsarchitektur betrachtet. Die Anwendungen werden anhand ihrer fachlichen Funktionalität und der durch sie verarbeiteten Informationen kategorisiert. Diese Kategorien sind relativ stabil. Die konkreten Anwendungen, die innerhalb der Kategorien zum Einsatz kommen, werden häufiger ersetzt. Dieser Wandel ergibt sich aus der technischen Weiterentwicklung und veränderten Anforderungen.

- Technologiearchitektur: Die Technologiearchitektur beschreibt die Architekturelemente für Aufbau und Betrieb der IT-Infrastruktur. Sie definiert die Basis, auf der Anwendungen beschafft, integriert und betrieben werden können.

Diese Basisarchitekturen können, je nach Sichtweise, um weitere Architekturen ergänzt werden, beispielsweise die Sicherheitsarchitektur (Beschreibung der Sicherheitsprozesse, Sicherheitssysteme und die Aufgaben der beteiligten Organisationseinheiten mit der die für die Organisation geeignete Informationssicherheit erreicht wird) und die Betriebsarchitektur (Betrieb und Verwaltung der Software, Hardware und Kommunikationsinfrastruktur).

## Architekturentwicklung

Architecture Development Method (ADM) - Der TOGAF-Architekturentwicklungsprozess

TOGAF definiert einen Architekturentwicklungsprozess: die Architecture Development Method (ADM). Durch die iterative Ausführung dieses Prozesses wird die Architektur fortgeschrieben.
Der Prozess besteht aus acht Phasen: In der Phase A (Architekturvision) werden die Ziele und die Beteiligten bei der Aktualisierung der Unternehmensarchitektur festgelegt. In den Phasen B-D werden für die Geschäfts-, Informationssystem- (Anwendungs- und Datenarchitektur) und die Technologiearchitektur die jeweilige Ist- und Zielarchitektur  beschrieben. Die entscheidenden Unterschiede werden herausgearbeitet. In Phase E werden die Vorhaben festgelegt, die für das Überführen der Ist-Architektur in die Zielarchitektur notwendig sind. Phase F dient dazu, die übergreifende Zusammenarbeit der einzelnen Vorhaben zu beschreiben, diese Absprachen werden in Phase G überwacht. In Phase H werden Anforderungen und externe Einflüsse gesammelt, sie dienen dann als Grundlage für den nächsten Durchlauf der ADM.

## Personenzertifizierung
Die Open Group bietet seit Januar 2003 TOGAF-Zertifizierungen an. Derzeit werden folgende Zertifizierungen angeboten:
- TOGAF Enterprise Architecture Foundation
- TOGAF Enterprise Architecture Practitioner
- TOGAF Business Architecture Foundation

Im Juni 2020 gab es weltweit 100.000 TOGAF-zertifizierte Personen. Die meisten davon sind aus Großbritannien (14 %), USA (13 %), Indien (11 %), Niederlande (7 %) und Australien (6 %).